# (2479) Sodankylä
(2479) Sodankylä es un asteroide perteneciente al cinturón de asteroides, descubierto el 6 de febrero de 1942 por Yrjö Väisälä desde el Observatorio de Iso-Heikkilä, en Turku, Finlandia.

## Designación y nombre
Designado provisionalmente como 1942 CB. Fue nombrado Sodankylä en homenaje a Sodankylä, municipio de Finlandia.